# F1 Championship Season 2000
F1 Championship Season 2000 – gra stworzona przez studio EA Sports a wydana przez Electronic Arts 28 listopada 2000, a w Polsce 30 stycznia 2001 roku. F1 Championship Season 2000 są to wyścigi Formuły 1. Gra została wydana na komputery osobiste oraz konsolę PlayStation 2.

## Rozgrywka
- Szczegółowo odtworzone warunki atmosferyczne i ich wpływ na wyścig[1].
- Rozbudowany i konfigurowalny system AI komputera oraz możliwości wyboru zasad „Niebieskiej flagi”[1].
- Wysoki realizm odwzorowania sezonu 2000 – tor Monza po zmianach, całkiem nowy tor Spa, najnowsze, dokładne modele samochodów[1].
- Przyjazny interfejs[1].
- Trójwymiarowa grafika, różne widoki z kokpitu samochodu lub kilku kamer umiejscowionych na torze[1].
- Realistyczny model fizyczny pojazdów uczestniczących w wyścigu[1].
- Możliwość własnej konfiguracji bolidu[1].

## Odbiór gry
- GameRankings – 80,09% / 100%[2]
- PC Zone UK – 82 / 100[2]
- PC Gameworld – 95 /100[2]
- GameSpot – 8,6 /10[2]
- Gameguru Mania – 3 / 5[2]
- PC Gameplay – 8 / 10[2]
- Fragland – 85 / 100[2]
- GameSpot UK (Pre-2003) – 6,4 / 10[2]
- Game Raiders – 75 / 100[2]
- PC Gamer – 90 / 100[2]
- Computer Games Mag – 4 / 5[2]